# Gonting Malaha
Gonting Malaha is een bestuurslaag in het regentschap Asahan van de provincie Noord-Sumatra, Indonesië. Gonting Malaha telt 2979 inwoners (volkstelling 2010).